# たつの市立新宮小学校
たつの市立新宮小学校（たつのしりつ しんぐうしょうがっこう）は、兵庫県たつの市新宮町にある公立小学校。

## 沿革
公式HP「沿革」による。
- 1876年（明治9年） - 下野村に正流小学校を設置。
- 1882年（明治15年） - 洪水により正流小学校が流失。
- 1883年（明治16年） - 新宮村に正流小学校を設置。
- 1885年（明治18年） - 正流小学校を修開小学校に改名し校区を変更。
- 1887年（明治20年） - 修開尋常小学校と修開簡易小学校を開校する。
- 1892年（明治25年）10月1日 - 新宮村立新宮尋常小学校を創立。たつの市の主張ではこの年を本校の開設年としている。
- 1895年（明治28年） - 揖東揖西郡三十町立新宮高等小学校を開設。
- 1897年（明治30年） - 新宮村立新宮高等小学校を開設。
- 1909年（明治42年） - 新宮村立新宮尋常高等小学校に改称。
- 1934年（昭和9年） - 町制実施により新宮町立新宮尋常高等小学校に改称。
- 1941年（昭和16年）4月1日 - 国民学校令施行により、新宮町立新宮国民学校と改称。
- 1947年（昭和22年）4月1日 - 学校教育法施行により、新宮町立新宮小学校と改称。
- 1952年（昭和27年） - 校訓制定。
- 1972年（昭和47年） - 校区再編、芝田地区が東栗栖小学校区から本校の校区になる。
- 1974年（昭和49年） - 現在地に移転。
- 1975年（昭和50年） - 現行の校歌制定（作詞:小林康泰、作曲:守安省）。
- 1995年（平成7年） - 学校保健統計教育文部大臣表彰受賞。
- 1997年（平成9年） - 優良PTA文部大臣表彰受賞。
- 1999年（平成11年） - 子ども郵便局 郵政大臣表彰受賞。
- 2005年（平成16年）10月1日 - 揖龍地区1市3町合併によりたつの市立新宮小学校となる
- 2015年（平成27年） - 兵庫県グリーンスクール表彰受賞。トムソーヤ企画コンテスト文部科学大臣表彰受賞。

新宮地域は少子化による学校小規模化が進行していることから、新宮地域5小1中を統合した施設一体型小中一貫校「はりま新宮小学校」「はりま新宮中学校」を新宮小の敷地一帯に建設することを決め、2028年度の開校を目指して建設を進めることとなった。

## 通学区域
たつの市のうち、新宮町芝田、下野、宮内、新宮、井野原、曽我井。全域でたつの市立新宮中学校の通学区域となる。

## アクセス
JR姫新線播磨新宮駅から北へ徒歩約15分。

## 出身者
- 井戸敏三（兵庫県知事） - 3年次に横浜市へ転出。
- 丸山和也（弁護士）

## 通学区域が隣接している学校
- たつの市立越部小学校
- たつの市立東栗栖小学校
- たつの市立香島小学校
- 姫路市立林田小学校